# Besisahar
Besisahar (in lingua nepalese : बेसीसहर) è una città del Nepal situata nella provincia di Gandaki e capoluogo del Distretto di Lamjung.